# Vicia faba
Espèce
Vicia faba est une espèce de plantes à fleurs dicotylédones de la famille des Fabaceae, sous-famille des Faboideae, originaire d'Eurasie et du bassin méditerranéen. C'est une plante herbacée annuelle cultivée depuis plusieurs millénaires pour ses graines riches en protéines et en amidon, destinées tant à la consommation humaine (légume sec ou frais) qu'à l'alimentation animale (féverole). C'est une espèce diploïde (2n = 2x =12 chromosomes), inconnue à l'état naturel et dont l'ancêtre sauvage n'a pas pu être identifié. On en connaît de nombreux types morphologiques classés en différentes sous-espèces ou variétés, appelées « fèves » et « féverolles ». Les fruits sont des gousses contenant des graines de taille variable, plus grande pour les fèves, et plus petite pour les fèveroles. Ces graines contiennent néanmoins des facteurs antinutritionels dont certains (vicine, tyramine…) peuvent être dangereux pour les personnes prédisposées.

## Description

### Appareil végétatif
Vicia faba est une plante herbacée annuelle, au port dressé, pouvant atteindre 1,6 mètre de haut, aux tiges fortes, creuses, de section quadrangulaire. La racine, à dominante pivotante, s'enfonce profondément dans le sol jusqu'à atteindre une longueur similaire à celle des tiges. Comme c'est le cas de nombreuses autres Fabaceae, elles présentent des nodules, très nombreuses dans les 30 premiers cm du sol, qui leur confère la propriété de fixer l'azote de l'air. Bien que la plante elle-même en consomme jusqu'à 80 %, les 20 % restants améliorent la fertilité de la terre, de sorte que cette culture est utilisée dans des systèmes de rotation pour renforcer les sols épuisés.
Les feuilles, alternes, sont munies de deux larges stipules hastées ou triangulaires-ovales, de 10  à   25 mm de long, aux bords légèrement dentés, avec des nectaires extrafloraux. Les feuilles sont composées paripennées, comptant de 1 à 5 paires de folioles. Comme chez les autres espèces du genre Vicia, la foliole terminale est remplacée par une vrille terminale, mais chez la fève, celle-ci est atrophiée en forme de mucron ou d'arête droite ou courbe, et non fonctionnelle pour grimper. Les folioles, glabres, oblongues, elliptiques ou obovales, de40  à   100 mm de long sur 15  à   40 mm de large, sont de couleur vert glauque ou grisâtre et pruineuses,.

### Appareil reproducteur

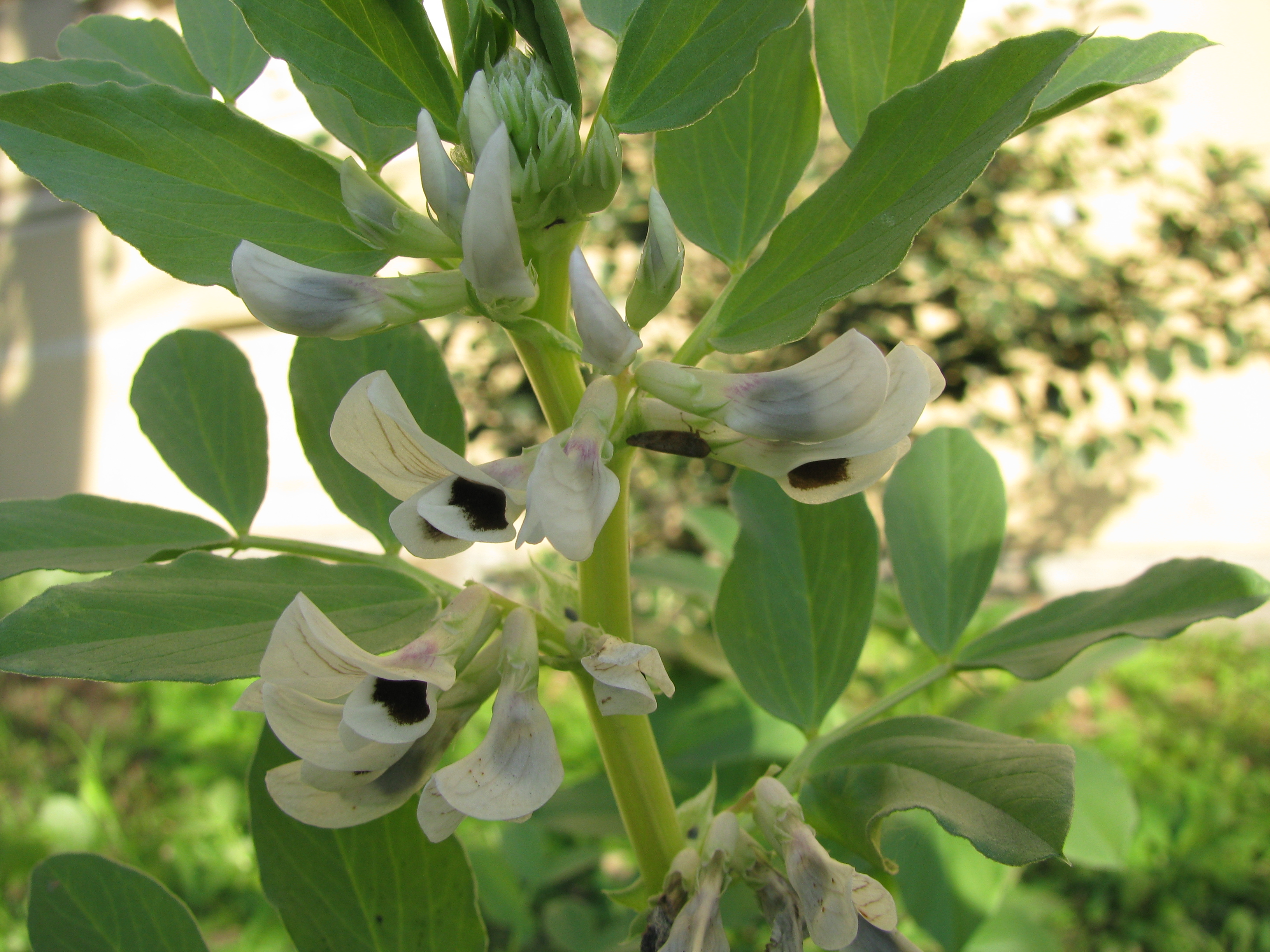
Fleurs.

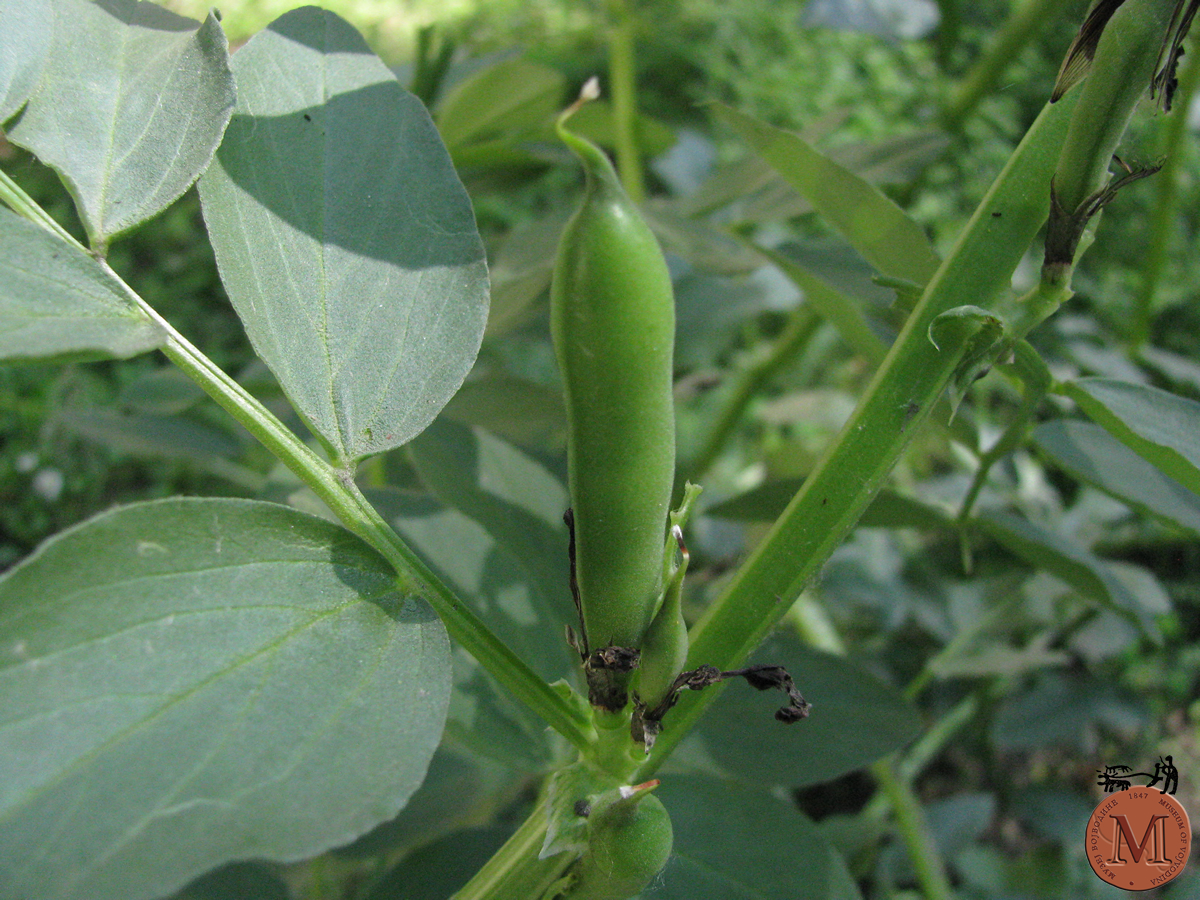
Gousse.

Les fleurs, subsessiles, sont soit isolées, soit groupées, par cinq à huit, en racème naissant de l'aisselle des feuilles supérieures. Elles sont grandes, comparées à celles d’autres espèces du genre, atteignant 20  à   40 mm de long. Le calice campanulé présente des dents inégales. La corolle, blanche à nervures violettes, de type papilionacé, est formée de cinq pétales inégaux. Les deux pétales latéraux, ou ailes, présentent une macule violet foncé ou noire. Toutefois, chez certaines variétés sans tanin les fleurs sont entièrement blanches. Le pétale supérieur, ou étendard, resserré en son milieu, est plus long que les ailes, elles-mêmes plus longues que la carène. L'androcée diadelphe compte 10 étamines, dont 9 soudées par leurs filets formant une gouttière insérée dans la carène et une plus ou moins libre. L'ovaire sessile, linéaire, contient de 2 à 6 ovules.
Les fleurs sont hermaphrodites et généralement autofertiles, mais allogames pour 40 à 60 % d'entre elles.
Le fruit est une gousse (ou cosse) robuste, déhiscente, de section presque cylindrique ou légèrement aplatie, à deux valves reliées par deux sutures peu visibles. Sa taille diffère selon les variétés, variant de 5 à 30 cm en longueur sur 2  à   3 cm en largeur. La partie interne de la gousse est recouverte d'un tissu spongieux, semblable à une éponge, au feutre blanc qui protège les graines et forme de fausses cloisons qui les séparent. Dans cette gousse, se trouvent les graines alignées en rangées, plus ou moins serrées, de 2 à 9 graines. La gousse, faiblement pubescente, est verte est dressée à l'état jeune, puis devient retombante et prend une couleur plus sombre ou noire lorsqu'elle se dessèche.
Les graines sont réniformes oblongues, de taille plus ou moins grande, selon les variétés (de 8 à 30 mm), et de couleur vert jaunâtre virant au bronze à maturité. Les graines de fèves potagères sont les plus volumineuses des espèces de légumineuses. Il existe également des variétés aux graines noires et violettes. Le poids d'une graine peut varier de . À maturité, les graines de Vicia faba présentent un tégument coriace et épais. Le pouvoir germinatif dure de quatre à dix ans, voire plus. Pour les semences commerciales, le pourcentage minimum de germination est de 90 % et la pureté minimale de 99 %. Les graines contiennent en moyenne 55 % de glucides, 21 % de protéines et 1,4 % de lipides,.
La germination est hypogée, les cotylédons restant enterrés, contrairement au haricot. La floraison a lieu de mars à septembre (dans l'hémisphère nord).

### Cytologie

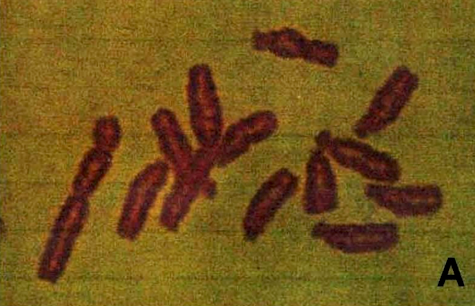
Caryogramme de Vicia faba.

Vicia faba est une espèce diploïde qui compte 6 paires de chromosomes (2n = 2x =12), dont 5 paires de chromosomes subtélocentriques (acrocentriques) courts et une paire de chromosomes métacentriques longs (15 μm de long, soit environ le double de la longueur des premiers),. Ces grands chromosomes sont probablement dérivés de la fusion ancestrale de deux chromosomes acrocentriques.
La taille du génome de Vicia sativa, (1C = 13,3 pg) est nettement supérieure à celle des autres espèces du genre Vicia (Vicia sativa : 1C = 2,3 pg, Vicia narbonensis : 1C = 8 pg).

## Propriétés nutritionnelles

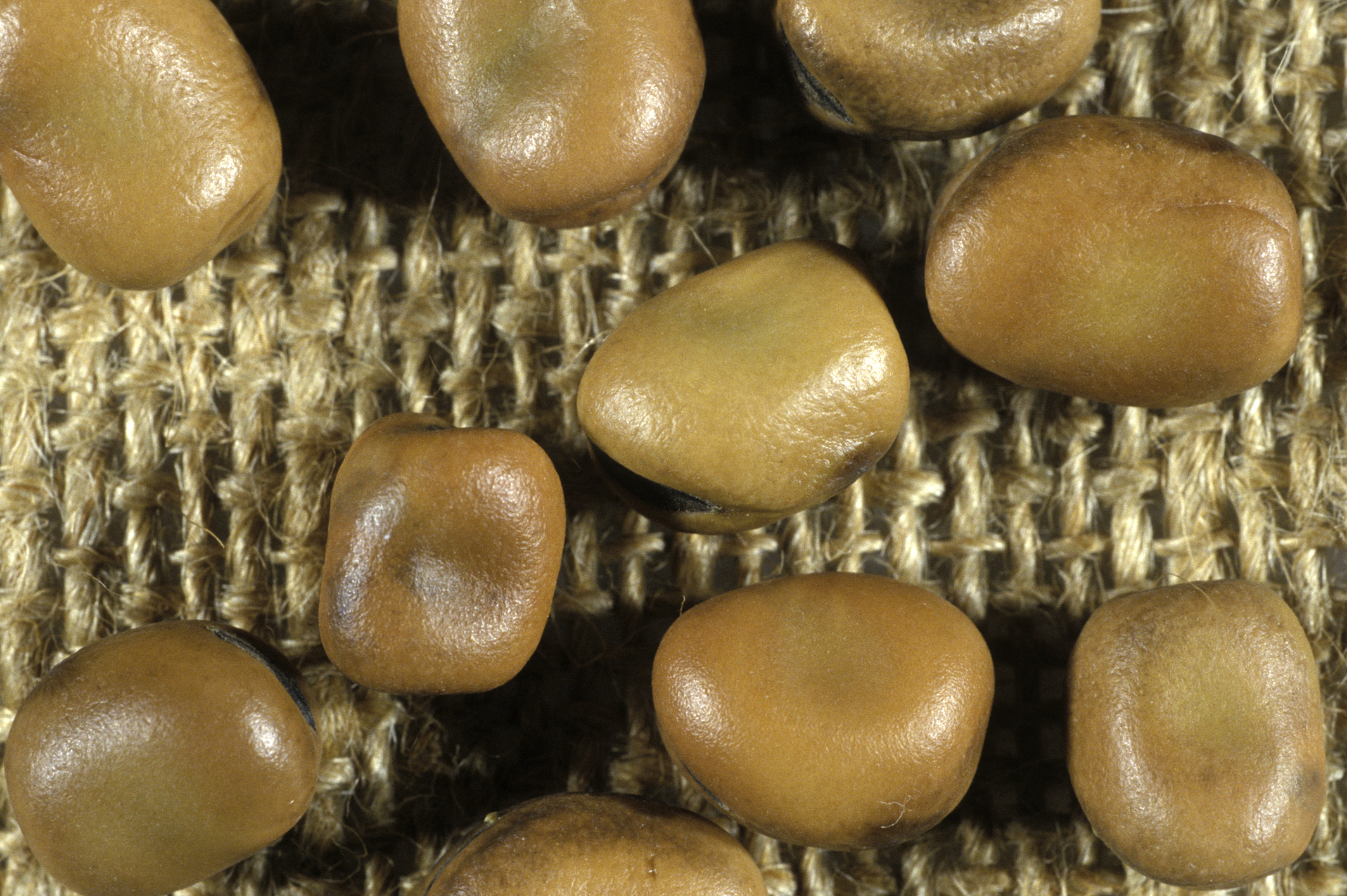
Graines de féverolles (cultivar 'Fabiola').

Les graines de Vicia faba peuvent avoir des effets plus ou moins bénéfiques sur la santé humaine si elles sont consommées régulièrement notamment du fait de ce qui est parfois appelé " facteurs antinutritionnels ", . Ces derniers disparaissent en général à la cuisson et peuvent rendre l’absorption d'autres nutriments (comme les sucres mannose et glucose dans le cas des lectines de Vicia faba) plus difficile (ce qui peut aussi être une bonne chose dans un contexte d'obésité ou de surconsommation). Ce sont notamment des inhibiteurs de protéase, des tanins, des lectines (hémagglutinines), des glycosides (vicine et convicine, saponine), des phytates, des facteurs anti-niacine.
La composition chimique pour 100 g de fèves fraîches est la suivante :
- Eau 65-70%
- Glucides 17-20%
- Protéines 7-9%
- Matières grasses 0,4-0,7 %
- Cellulose 2,75%
- Sels minéraux et vitamines 2,50%

Le pH varie de 5 à 6 ; et cent grammes de produit frais apportent de soixante-dix à cent calories.
Les sels minéraux sont représentés comme suit pour cent  grammes de produit frais :
- Calcium 105 mg
- Potassium 1 390 mg
- Phosphore 600 mg
- Magnésium 240 mg
- Cuivre 3 mg
- Fer 2 mg

Les vitamines sont représentées comme suit :
- Vitamine A 200 UI/100 g de produit frais.
- Vitamine B 1 0,30 mg/100 g de produit frais.
- Vitamine B 2 (riboflavine) 0,18 mg/100 g de produit frais.
- Niacine (acide nicotinique) 1,80 mg/100 g de produit frais.
- Vitamine C 25,00 mg/100 g de produit frais.

## Distribution
Vicia faba est une espèce connue seulement comme plante cultivée. Son centre d'origine se situe probablement en Asie occidentale, d'où elle s'est ensuite répandue en Europe, en Afrique et en Asie centrale. Des centres de diversité secondaires sont situés en Éthiopie et en Afghanistan. La domestication de Vicia faba est intervenue vraisemblablement entre 7000 et 4000 av. J.-C. et la plante s'était largement répandue dans l'ensemble du bassin méditerranéen dès le IIIe millénaire av. J.-C..
De nos jours, l'espèce est largement cultivée dans les régions tempérées et subtropicales, et à des altitudes plus élevées dans les régions tropicales. Les principaux pays producteurs sont l'Australie, la Chine, l'Égypte et l'Éthiopie, qui représentent les quatre cinquièmes de la production mondiale. Sa culture est également répandue dans plusieurs pays d'Europe et d'Amérique latine (en particulier la Bolivie, le Chili, l'Équateur, le Pérou et le Venezuela), notamment dans les zones froides et tempérées. La température optimale de croissance est d'environ 15 °C .
En Afrique tropicale, on la cultive principalement au Soudan et en Éthiopie.

## Taxinomie

### Fèves et féveroles
Les fèves et les féveroles sont des plantes de la même espèce, Vicia faba, la féverole lato sensu (au sens large).
Traditionnellement, on distinguait deux formes cultivées, :
- La grosse fève, qui donne les « fèves » à grosses graines dont les cultures sont destinées à l'homme. Déclinée en plusieurs sous-variétés, elle donne notamment au Québec la « gourgane » ou fève des marais, qui est connue comme culture traditionnelle dans la région du Lac Saint-Jean[19].
- la petite fève, qui donne les « féveroles » à plus petites graines et issues de cultures destinées au bétail.

Selon la botaniste russe V.S. Muratova (1890-1948), on subdivise l'espèce en deux sous-espèces et plusieurs variétés botaniques en fonction des variations du poids, de la forme et de la taille des graines :
- la sous-espèce Vicia faba subsp. paucijuga (Alef.) Murat., à très petites graines (moins de 0,3 gramme) présente en Inde et Asie centrale
- la sous-espèce Vicia faba subsp. faba
  - variété Vicia faba subsp. faba var. equina Pers. - féveroles ou « fèves de cheval »
  - variété Vicia faba subsp. faba var. minor Peterm. - féveroles
  - variété Vicia faba subsp. faba var. faba (synonyme : Vicia faba var. major Harz.) - fèves ou fèves des marais

Les féveroles désignent alors les variétés equina et minor dont les graines qui font entre 0,4 et 0,8 gramme et sont cultivées principalement pour l'alimentation d'élevage. Parmi les nombreuses variantes botaniques, on distingue en France les féveroles d'hiver et les féveroles de printemps, selon la période du semis. La variété faba (ou major), dont la grosse graine pèse de 0,9 jusqu'à 2 grammes, donne la fève potagère utilisée dans l'alimentation humaine,.

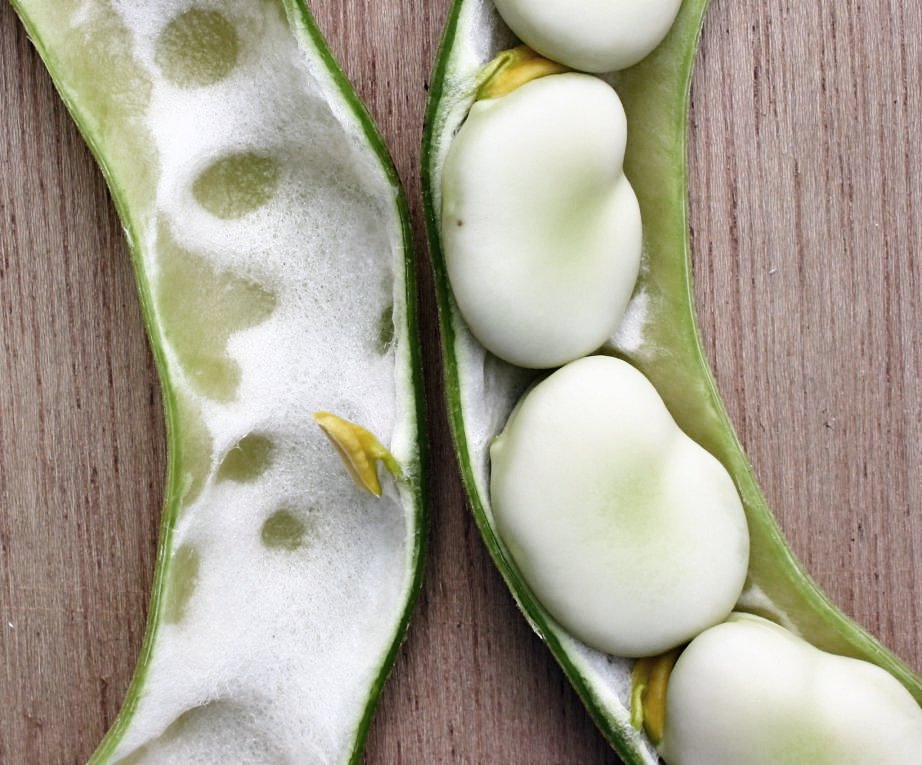
Fève
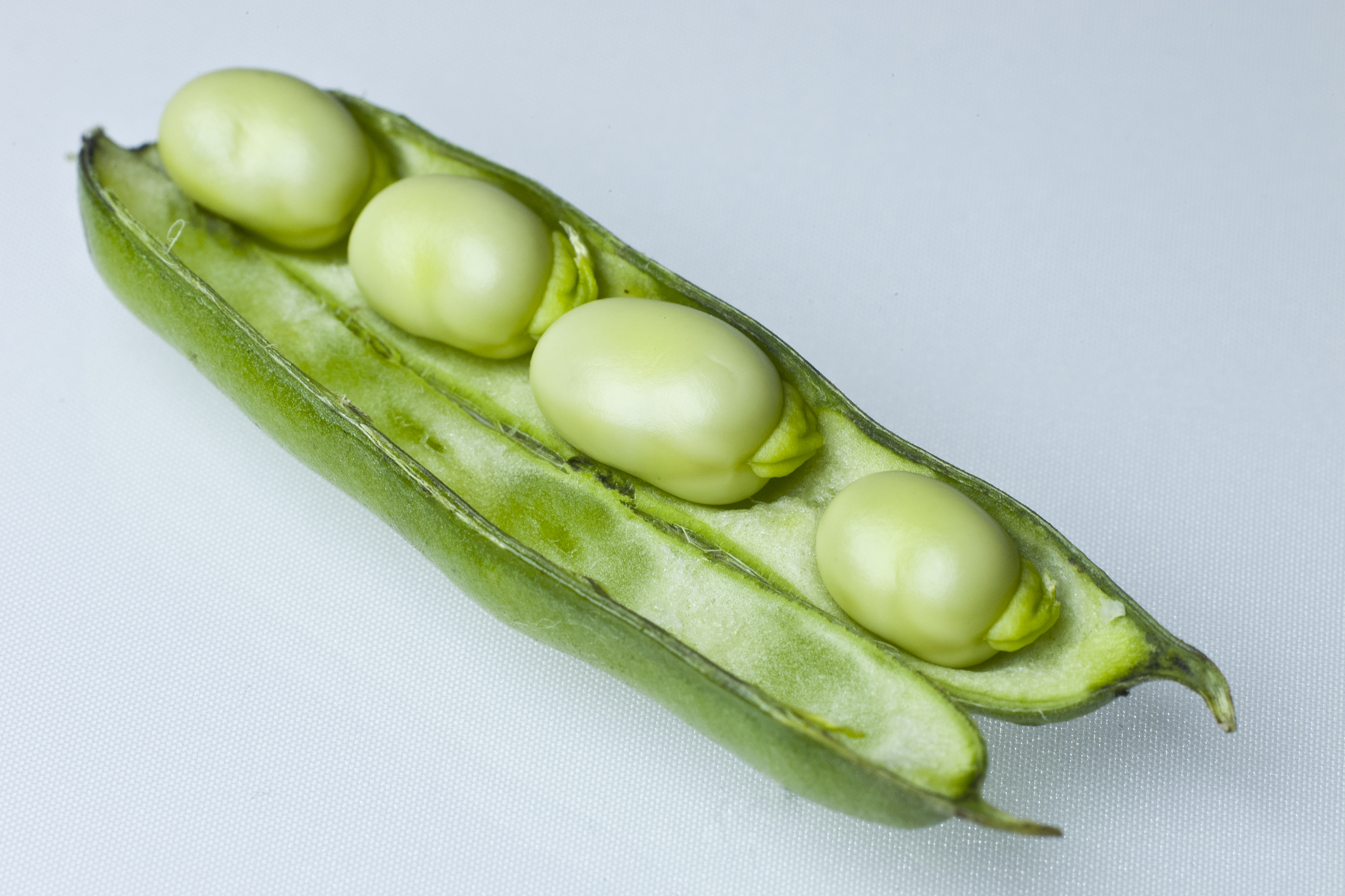
Féverole
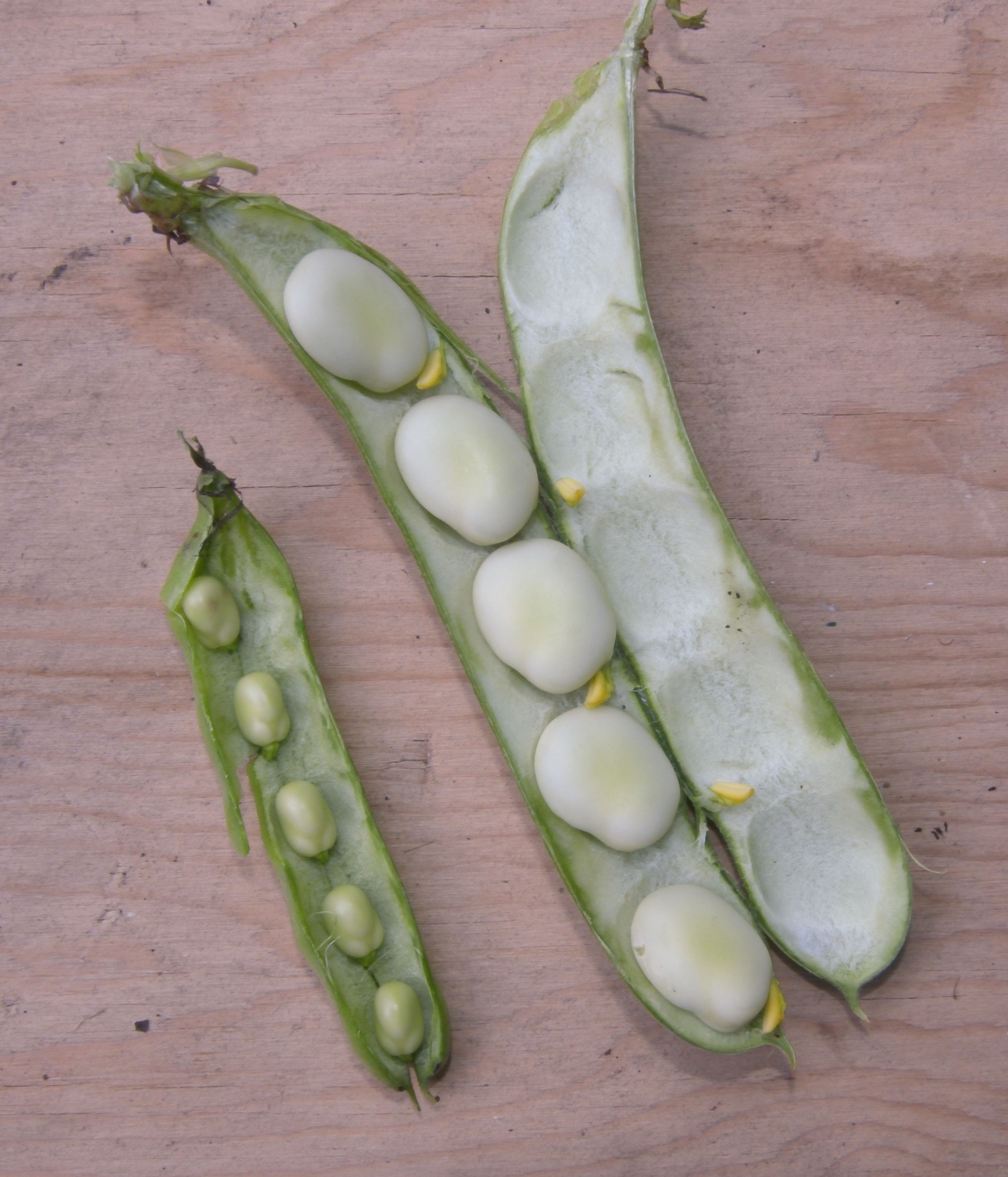
Féverole, Fève

### Synonymes
Selon The Plant List (15 juillet 2019) :
- Faba bona Medik.
- Faba equina Medik.
- Faba faba (L.) House
- Faba major Desf.
- Faba sativa Bernh.
- Faba vulgaris Moench
- Orobus faba Brot.
- Vicia esculenta Salisb.
- Vicia faba subsp. faba
- Vicia vulgaris Gray

### Sous-espèces et variétés
Selon Catalogue of Life (15 juillet 2019) :
- sous-espèces :
  - Vicia faba subsp. faba
  - Vicia faba subsp. paucijuga
- variétés :
  - Vicia faba var. equina
  - Vicia faba var. minor

Selon NCBI (15 juillet 2019) :
- Vicia faba var. faba
- Vicia faba var. major
- Vicia faba var. minor

## Ressources génétiques
Selon la classification proposée par Maxted and Kell (2009), les espèces proches de Vicia faba peuvent être catégorisées ainsi :
1. pool génique primaire : V. faba subsp. paucijuga, V. faba subsp. faba, V. faba subsp. faba var. minor, V. faba subsp. faba var. equina, V. faba subsp. faba var. faba ;
2. pool génique secondaire : inexistant ;
3. pool génique tertiaire : Vicia kalakhensis, Vicia johannis, V. johannis var. ecirrhosa, V. johannis var. procumbens, V. johannis var. johannis, Vicia galilaea, V. galilaea var. galilaea, V. galilaea var. faboidea, Vicia serratifolia, Vicia narbonensis, V. narbonensis var. salmonea, V. narbonensis var. jordanica, V. narbonensis var. affinis, V. narbonensis var. aegyptiaca, V. narbonensis var. narbonensis, Vicia hyaeniscyamus, Vicia bithynica, Vicia eristalioides.

Au niveau mondial, la diminution des surfaces cultivées en fèves et féveroles, (d'environ 50 % en une cinquantaine d'années de 1961 à 2009) se traduit par une érosion des ressources génétiques, notamment due à la perte de variétés de pays, induisant la disparition de certains allèles, ou le remplacement de ces variétés traditionnelles par des cultivars modernes plus productifs. La conservation ex-situ du germoplasme de Vicia faba est assurée par diverses banques de gènes coordonnées par l'ICARDA situé à la station expérimentale de Tel Hadya (près d'Alep) en Syrie. On a recensé en 2008 au niveau mondial 37 collections de graines regroupant environ 38 000 accessions et qui font l'objet d'une maintenance régulière.
Le tableau ci-après indique les principaux organismes impliqués dans cette action,.
| Pays      | Ville             | Organisme | Accessions |
| --------- | ----------------- | --- | ---------- |
| Syrie     | Alep              | Centre international de recherche agricole dans les zones arides (ICARDA)                                           | 10045      |
| Chine     | Pékin             | Institut des ressources génétiques des plantes cultivées (ICGR), Académie chinoise des sciences agronomiques (CAAS) | 5200       |
| Australie | Victoria          | Department of Primary Industries (DPI)                                                                              | 2445       |
| Allemagne | Gatersleben       | Institut Leibniz de recherches sur la génétique végétale et les plantes cultivées (IPK)                             | 1920       |
| France    | Dijon             | Institut national de la recherche agronomique (INRA)                                                                | 1900       |
| Russie    | Saint-Petersbourg | Institut panrusse des ressources génétiques végétales (VIR)                                                         | 1881       |
| Italie    | Bari              | Istituto di Bioscienze e Biorisorse (IBBR/CNR)                                                                      | 1876       |
| Maroc     | Rabat             | Institut national de la recherche agronomique (INRA)                                                                | 1715       |
| Espagne   | Madrid            | Instituto Nacional de Investigación y Tecnología Agraria y Alimentaria (INIA)                                       | 1622       |
| Pologne   | Poznań            | Institut de génétique des plantes, académie polonaise des sciences (IPG PAS)                                        | 1258       |
| Éthiopie  | Addis-Abéba       | Institut éthiopien de la biodiversité (EBI)                                                                         | 1118       |
| Espagne   | Cordoue           | Instituto Andaluz de Investigación y Formación Agraria, Pesquera, Alimentaria y de la Producción Ecológica (IFAPA)  | 1091       |

## Histoire

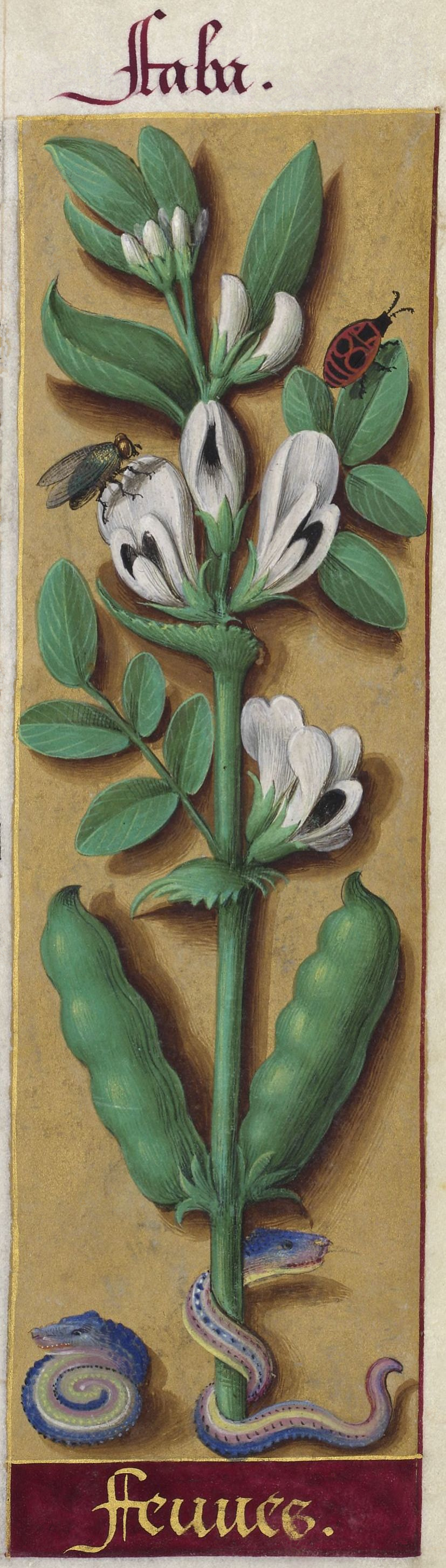
La fève maraîchère représentée dans le livre des Grandes heures d'Anne de Bretagne (vers 1500).

En France, la culture des fèves maraîchères, désignées sous le nom de fabas majores, était recommandée dans les domaines royaux par Charlemagne dans le capitulaire De Villis (fin du VIIIe ou début du IXe siècle).

### Interdit des fèves
Les fèves faisaient l'objet d'un interdit alimentaire pour les prêtres en Égypte ancienne, et chez les Pythagoriciens de l'Antiquité grecque. La raison n'en est pas connue avec certitude (odeur de cuisson, fleurs pouvant être associées à un présage funeste, etc.).
La fève était considérée comme provenant de la même matière destinée à former l'homme. La fève est principe de vie, par sa forme évoquant un testicule. C'est aussi un lieu de transmigration des âmes, manger des fèves étant l'équivalent de dévorer les défunts. Ainsi Pythagore et ses disciples s'abstenaient de manger des fèves, ou de marcher sur un champ de fèves. Pythagore serait mort, massacré par des poursuivants, en refusant dans sa fuite de traverser un champ de fèves.

### Favisme
Cet interdit pourrait aussi reposer sur l'existence d'une maladie appelée « favisme » ou déficit en glucose-6-phosphate déshydrogénase (G6PD). Chez les personnes affectées par ce déficit héréditaire, l'ingestion de fève peut provoquer une crise hémolytique aiguë. Il en est de même lors de la prise de certains médicaments, ce qui fut démontré en 1956 chez des Noirs de l'armée américaine.

## Culture
La fève se développe bien dans presque tous les types de sol, mais elle préfère ceux qui sont bien drainés, bien qu'elle puisse aussi supporter les sols argileux. Les sols très légers, humides ou secs ne lui conviennent pas; préfère un pH entre 6 et 7,5. Il nécessite beaucoup d'humidité et environ 700 mm de pluie par an. Elle n'est pas particulièrement photophile, et étant tolérant au gel dans son développement précoce, elle s'adapte aux conditions des zones de montagne.
Ce n'est pas une plante exigeante en engrais, mais elle répond très bien aux engrais phosphopotassiques et au soufre, car ceux-ci, avec l'azote et le phosphore, sont des composants essentiels de la plupart des protéines, et comme cette plante a une forte proportion de protéines, le soufre est un élément très important.
Bien que la plante puisse fabriquer l'azote dont elle a besoin à partir des nodules formés par le rhizobium, il convient toujours d'apporter un peu d'azote au début de la culture, car dans les premiers stades de développement de la plante les nodules ne peuvent toujours pas lui fournir l'azote nécessaire au bon développement des plantes. En tant qu'engrais azotés, le sulfate et le nitrosulfate d'ammonium sont meilleurs en raison du soufre qu'ils libèrent dans le sol.
Le rendement en gousses peut varier de 1 à 2 tonnes par hectare selon les variétés

### Ravageurs et maladies
On a recensé dans le monde plus d'une centaine d'agents pathogènes, dont une cinquantaine de virus, susceptibles d'attaquer les cultures de fèves et fèveroles. En outre divers ravageurs, insectes, acariens, nématodes, attaquent les plantes en phase de végétation ou les graines entreposées.
Les principales maladies fongiques sont l'anthacnose (ou ascochytose) due à Didymella fabae et la maladie des taches chocolat principalement due à Botrytis fabae, qui sont favorisées par les plantations trop denses, le temps humide et les sols gorgés d'eau. La rouille, due à Uromyces viciae-fabae est également à craindre. En France, les variétés de féveroles cultivées sont très résistantes à la pourriture racinaire due à Aphanomyces euteiches, maladie qui attaque gravement les cultures de pois.

## Galerie

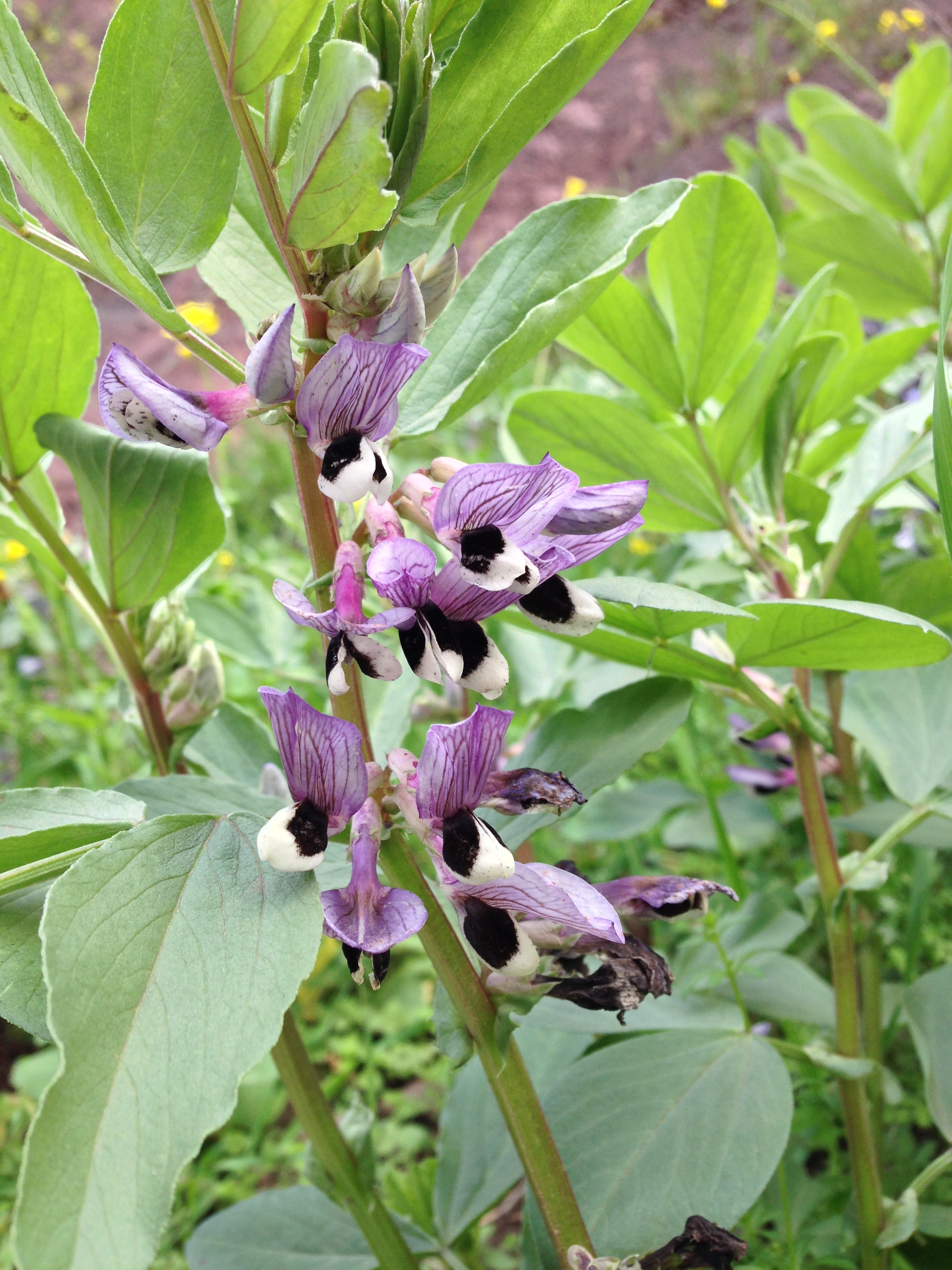
Fleur de fève.
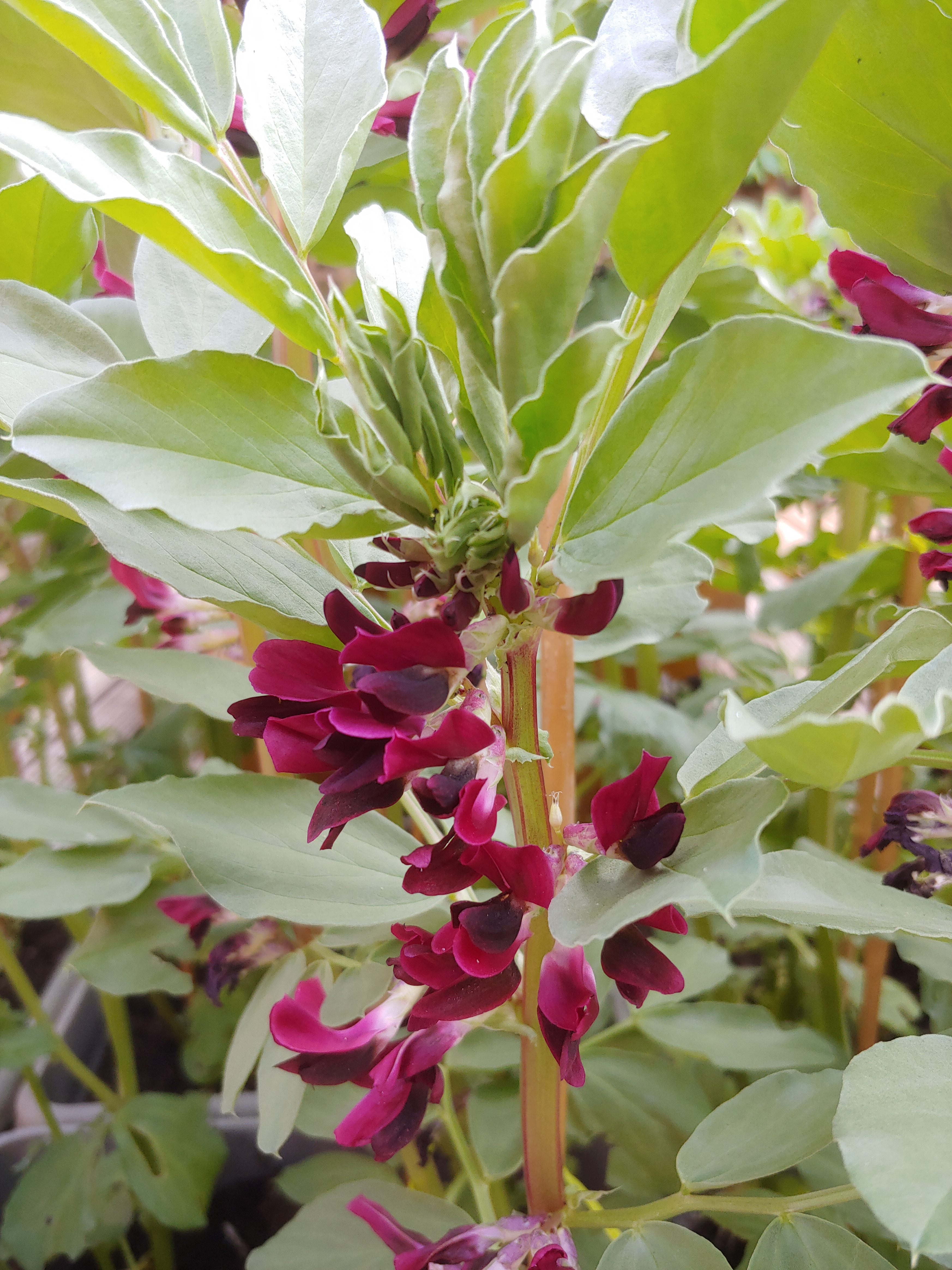
Fèves à fleurs pourpres.
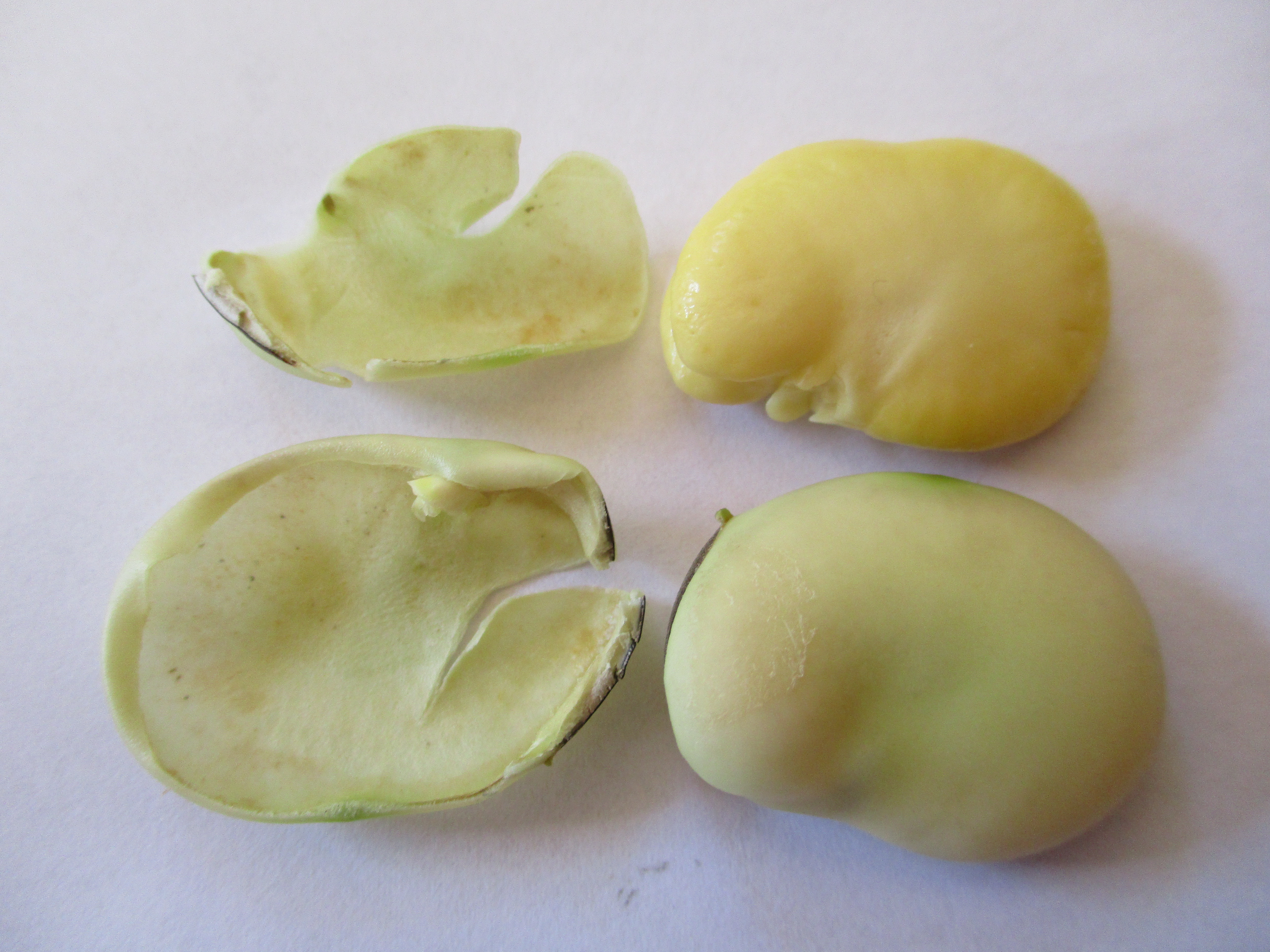
Graine de fève crue retirée et placée à côté de la graine intacte.
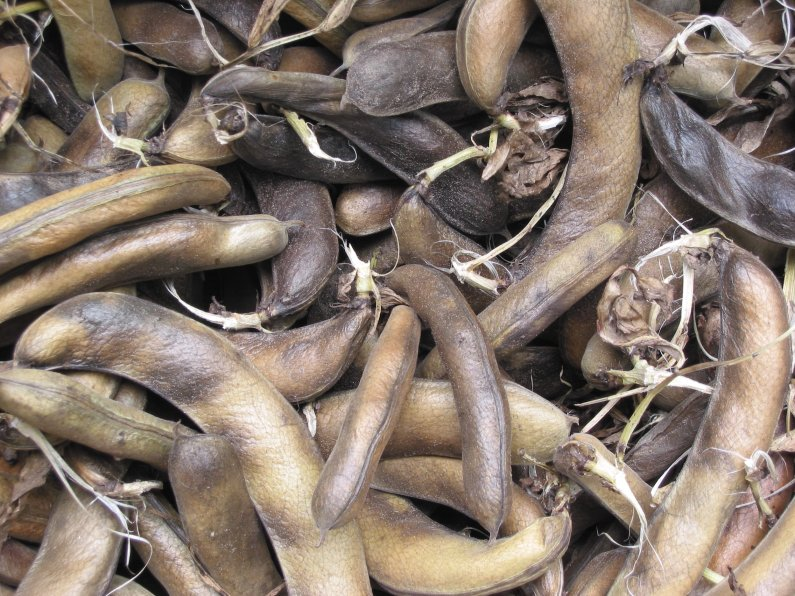
Gousses de fèves mûres.
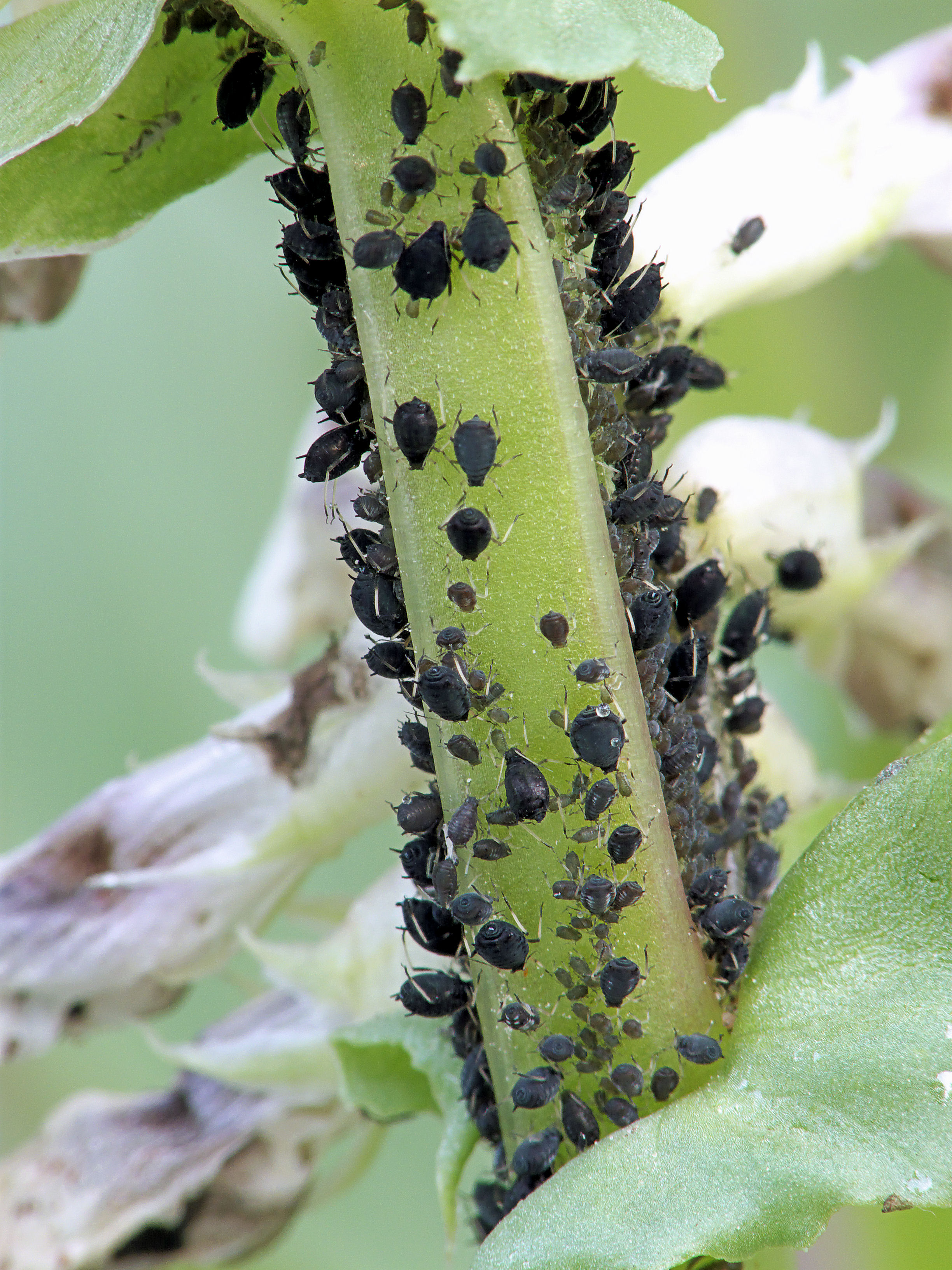
Aphis fabae ( pucerons ) sur la fève.
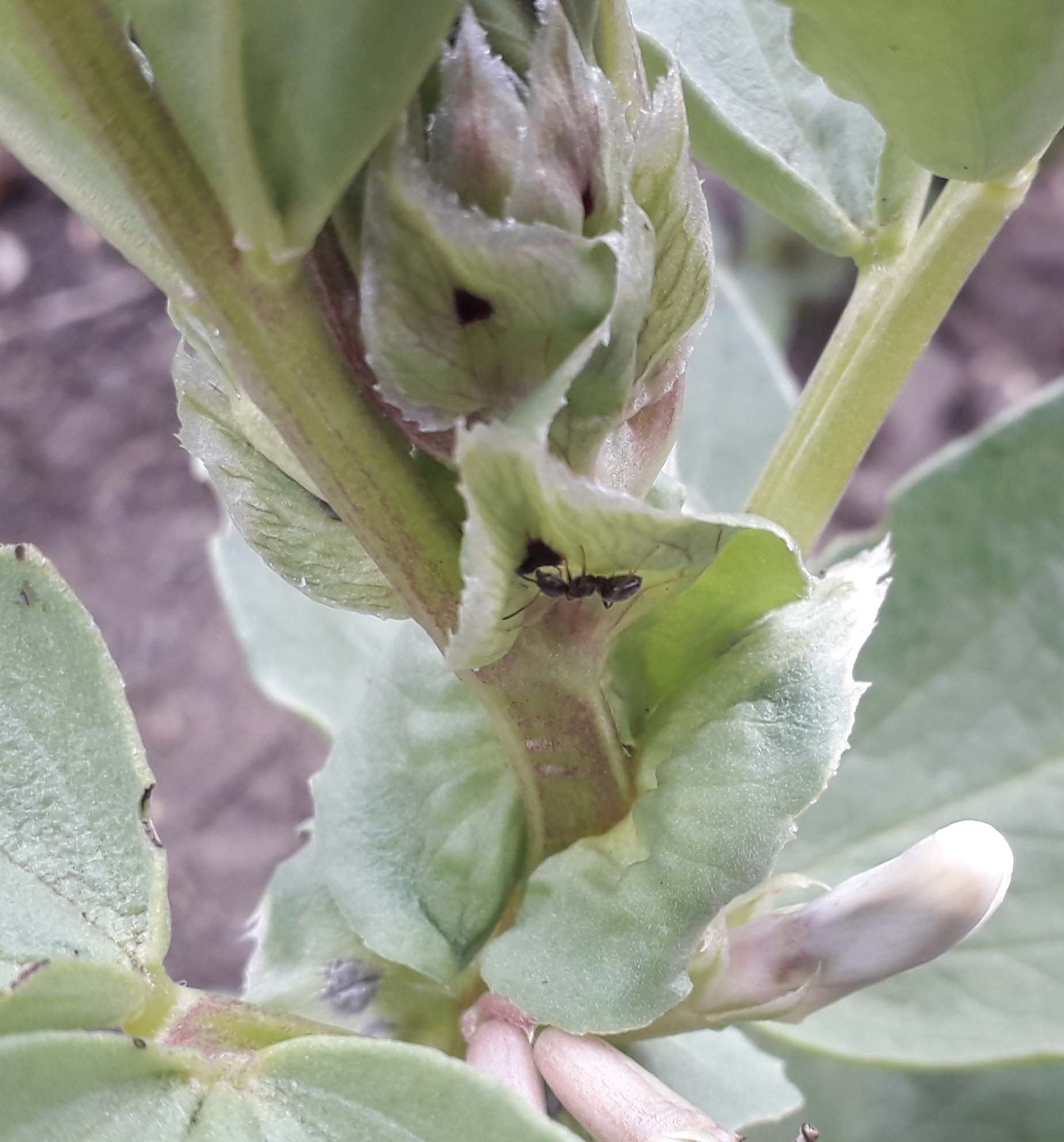
Lasius niger assistant à un nectaire extrafloral.